# Parada de Euskal Herria
Euskal Herria es una parada de la línea Ibaiondo - Salburua del tranvía de Vitoria, explotado por Euskotren Tranbia. Fue inaugurada el 23 de diciembre de 2008 junto a todas las paradas del ramal de Ibaiondo, desde la de Angulema hasta la de Ibaiondo.
Es una de las pocas paradas intermodales entre el tranvía y el BEi, coincidiendo ambos transportes desde la inauguración del último el 1 de marzo de 2022.

## Localización
Se encuentra ubicada en el Bulevar de Euskal Herria, junto a la sede administrativa del Gobierno Vasco y junto a la nueva estación de autobuses.

## Líneas
| Líneas que prestan servicio en la parada de Euskal Herria |             |       |             |             |
| << Cabecera                                               | < Anterior  | Línea | Siguiente > | Cabecera >> |
| Ibaiondo                                                  | Txagorritxu | TVG   | Honduras    | Salburua    |